# Annabel Langbein
Annabel Langbein is een Nieuw-Zeelandse kok en schrijfster. Ze is het bekendst van haar televisieprogramma en boek The Free Range Cook en is een promotor van gebruik van organisch voedsel en seizoensgebonden ingrediënten.
Langbein behaalde een tuinbouwkundig diploma aan de Lincoln University in Nieuw-Zeeland. Ze volgde bovendien kooklessen aan The Culinary Institute of America in New York. 
Sinds 1984 is ze actief als schrijfster van artikelen over voedsel. Hierna volgen 18 kookboeken, welke in vele talen zijn vertaald. Haar boek The Free Range Cook is in meer dan 70 landen uitgebracht. In 1991 startte ze het Culinairy Institute of New Zealand en was ze te zien in een campagne ter promotie van Nieuw-Zeelandse producten. Ze was zeven jaar lang de directeur van kaasbedrijf Kapiti en leidt nu haar eigen onderneming genaamd Anabel Langbein Media Limited.
In 2008 was ze te zien in het programma Eat Fresh van FremantleMedia. Vanaf augustus 2010 is Anabel Langbein The Free Range Cook wereldwijd te zien. In Nederland is het programma The Free Range Cook te zien op kookzender 24Kitchen.